# Deserto de Błędów

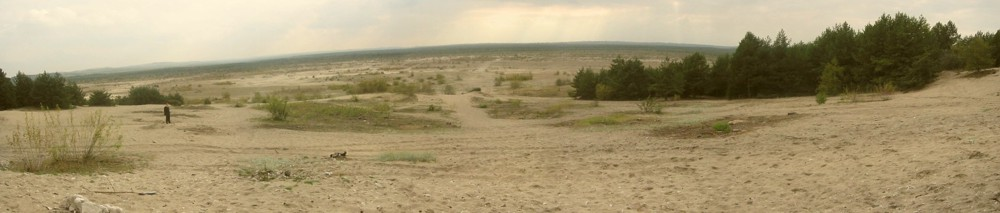
Paisagem do Deserto de Błędów

O Deserto de Błędów (polonês:Pustynia Błędowska) é uma área de areia entre Błędów (parte de Dąbrowa Górnicza na União Metropolitana da Alta Silésia) e a vila de Klucze, na Polônia. A área do deserto situa-se nas Terras Altas Silesianas no Voivodato da Silésia. Sua área é de 32 km².
As areias de Blodowska são as maiores (na Europa Central) acumulações de areias soltas longe de qualquer mar, sendo depositada desde há milhares de anos pelo derretimento das geleiras.
A aparência de uma paisagem desértica foi sendo criada desde a Idade Média com um efeito acidental de mineração (prata, zinco, carvão), mas a estrutura geológica específica tem sido de grande importância. A espessura média da camada de areia é cerca de 40m de altura (chegando a 70m algumas vezes), o que faz uma drenagem muito rápida e profunda. Nos últimos anos, as areias começaram a encolher.
Durante a Segunda Guerra Mundial, a área foi usada pela Afrika Korps da Alemanha para treinamento e testes ante da destruição do território da África.